# Ernest Obiena
Ernest Obiena (né le 17 novembre 1995 à Manille) est un athlète philippin, spécialiste du saut à la perche, vice-champion du monde en 2023 à Budapest.

## Jeunesse
Ernest John Obiena naît à Manille dans le district de Tondo le 17 novembre 1995. Sa mère, Jeannette, et son père, Emerson, ont tous deux pratiqué l'athlétisme.
Sa carrière prend un tournant lorsqu'il décroche une bourse d'études de l'IAAF. Il est alors entraîné à Formia par le coach de renommée internationale Vitaly Petrov et par son propre père, ancien détenteur du record national.

## Biographie
Le 12 juillet 2019, Ernest Obiena s'adjuge la médaille d'or lors de l'Universiade d'été de Naples et porte son record national à 5,76 m. Le 3 septembre, à Chiari, il efface une barre à 5,81 m et réalise les minima pour les Jeux olympiques de 2020 . Enfin, le 7 décembre, à New Clark City, il remporte l'or aux Jeux d'Asie du Sud-Est organisés aux Philippines.
En 2021, il se classe 11e de sa première finale olympique et continue à faire progresser son record national. Le 11 septembre à Innsbruck, en sautant à 5,93 m, il améliore même d'un centimètre le record d'Asie d'Igor Potapovich qui datait de 1998.

### Première médailles mondiales (2022-2023)
Le 24 juillet 2022, lors des championnats du monde à Eugene, Obiena décroche la médaille de bronze avec un saut à 5,94 m, nouveau record d'Asie, dans un concours dominé par le Suédois Armand Duplantis (qui porte pour sa part le record du monde à 6,21 m).
Le 26 août 2023, lors des Mondiaux de Budapest, il empoche cette fois-ci la médaille d'argent avec un saut à 6,00 m, derrière Armand Duplantis, en égalant son propre record d'Asie qu'il avait établi le 10 juin 2023 à Bergen. Le Philippin est le premier sauteur à la perche de l'histoire des grands championnats à ne pas conquérir la médaille d'or alors qu'il avait effacé la hauteur mythique des 6 mètres. 

## Palmarès
| Date | Compétition                    | Lieu             | Résultat | Marque |
| ---- | ------------------------------ | ---------------- | -------- | ------ |
| 2015 | Jeux d'Asie du Sud-Est         | Singapour        | 2e       | 5,25 m |
| 2017 | Championnats d'Asie            | Bhubaneswar      | 3e       | 5,50 m |
| 2018 | Jeux asiatiques                | Jakarta          | 7e       | 5,30 m |
| 2019 | Championnats d'Asie            | Doha             | 1er      | 5,71 m |
| 2019 | Universiade                    | Naples           | 1er      | 5,76 m |
| 2019 | Ligue de diamant               | Ligue de diamant | 9e       | 5,58 m |
| 2019 | Jeux d'asie du Sud-Est         | New Clark City   | 1er      | 5,45 m |
| 2021 | Jeux olympiques                | Tokyo            | 11e      | 5,70 m |
| 2022 | Jeux d'asie du Sud-Est         | Hanoi            | 1er      | 5,46 m |
| 2022 | Championnats du monde          | Eugene           | 3e       | 5,94 m |
| 2023 | Jeux d'asie du Sud-Est         | Phnom Penh       | 1er      | 5,65 m |
| 2023 | Championnats d'Asie            | Bangkok          | 1er      | 5,91 m |
| 2023 | Championnats du monde          | Budapest         | 2e       | 6,00 m |
| 2023 | Ligue de diamant               | Ligue de diamant | 2e       | 5,82 m |
| 2024 | Championnats du monde en salle | Glasgow          | 9e       | 5,65 m |
| 2024 | Jeux olympiques                | Paris            | 4e       | 5,90 m |

## Records
| Épreuve          | Épreuve   | Marque      | Lieu            | Date                      |
| ---------------- | --------- | ----------- | --------------- | ------------------------- |
| Saut à la perche | Plein air | 6,00 m (AR) | Bergen Budapest | 10 juin 2023 26 août 2023 |
| Saut à la perche | En salle  | 5,93 m (NR) | Berlin          | 23 février 2024           |